# Румыния на летних Олимпийских играх 2000
Румыния на летних Олимпийских играх 2000 была представлена 145 спортсменами. По сравнению с прошлыми играми сборная Румынии завоевала на 7 золотых больше.

## Награды

### Золото
| Золото | |                                               |
| №      | Спортсмены | Вид спорта (дисциплина)                       |
| 1      | Джорджета Дамьян-Андрунаке Дойна Игнат | Академическая гребля (двойка без рулевого)    |
| 2      | Анджела Алупей Констанца Бурчикэ | Академическая гребля (двойка лёгкий вес)      |
| 3      | Джорджета Дамьян-Андрунаке Дойна Игнат Вероника Кокеля Мария Магдалена Думитраке Лилиана Гафенку Елена Джорджеску Элисабета Липэ Йоана Олтяну Виорика Сусану | Академическая гребля (восьмерка)              |
| 4      | Митикэ Прикоп Флорин Попеску | Гребля на байдарках и каноэ (1000 м, К-2)     |
| 5      | Габриэла Сабо | Лёгкая атлетика (бег, 5000 м)                 |
| 6      | Диана Мокану | Плавание (100 м, на спине)                    |
| 7      | Диана Мокану | Плавание (200 м, на спине)                    |
| 8      | Мариус Урзикэ | Спортивная гимнастика (конь)                  |
| 9      | Симона Аманар | Спортивная гимнастика (абсолютное первенство) |
| 10     | Симона Амынар Лоредана Бобок Андрея Исэреску Мария Олару Клаудия Пресэкан Андрея Рэдукан                                                                     | Спортивная гимнастика (командное первенство)  |
| 11     | Михай Ковалиу | Фехтование (сабля)                            |

### Серебро
| Серебро |                 |                                               |
| №       | Спортсмены      | Вид спорта (дисциплина)                       |
| 1       | Марьян Симион   | Бокс (до 71 кг)                               |
| 2       | Виолетта Бекля  | Лёгкая атлетика (бег, 1500 м)                 |
| 3       | Лидия Симон     | Лёгкая атлетика (марафон)                     |
| 4       | Беатрис Кэшлару | Плавание (200 м, комплексное)                 |
| 5       | Мария Олару     | Спортивная гимнастика (абсолютное первенство) |
| 6       | Андрея Рэдукан  | Спортивная гимнастика (опорный прыжок)        |

### Бронза
| Бронза |                                                    |                                            |
| №      | Спортсмены                                         | Вид спорта (дисциплина)                    |
| 1      | Дорел Симион                                       | Бокс (до 67 кг)                            |
| 2      | Митикэ Прикоп Флорин Попеску                       | Гребля на байдарках и каноэ (500 м, К-2)   |
| 3      | Ралука Ионицэ Марьяна Лимбэу Элена Раду Санда Тома | Гребля на байдарках и каноэ (500 м, Б-4)   |
| 4      | Симона Рихтер                                      | Дзюдо (до 78 кг)                           |
| 5      | Габриэла Сабо                                      | Лёгкая атлетика (бег, 1500 м)              |
| 6      | Оана Пантелимон                                    | Лёгкая атлетика (прыжки в высоту)          |
| 7      | Беатрис Кэшлару                                    | Плавание (400 м, комплексное)              |
| 8      | Симона Аманар                                      | Спортивная гимнастика (вольные упражнения) |
| 9      | Юлиан Райча                                        | Стрельба (скоростной пистолет)             |

## Состав олимпийской сборной Румынии

### Дзюдо
Спортсменов — 4
Соревнования по дзюдо проводились по системе на выбывание. В утешительные раунды попадали спортсмены, проигравшие полуфиналистам турнира. Два спортсмена, одержавших победу в утешительном раунде, в поединке за бронзу сражались с проигравшими в полуфинале.
Мужчины
| Соревнование | Спортсмены    | Первый раунд       | Второй раунд                    | 1/8 финала           | Четвертьфинал        | Полуфинал            | Финал                | Место |
| Соревнование | Спортсмены    | Соперник Результат | Соперник Результат              | Соперник Результат   | Соперник Результат   | Соперник Результат   | Соперник Результат   | Место |
| ------------ | ------------- | ------------------ | ------------------------------- | -------------------- | -------------------- | -------------------- | -------------------- | ----- |
| до 73 кг     | Клаудиу Баштя | Не участвовал      | К. Накамура (JPN) П 0010 — 0110 | Завершил выступление | Завершил выступление | Завершил выступление | Завершил выступление | —     |

Женщины
| Соревнование | Спортсмены    | Первый раунд                   | 1/8 финала                         | Четвертьфинал               | Полуфинал                     | Финал                          | Место |
| Соревнование | Спортсмены    | Соперник Результат             | Соперник Результат                 | Соперник Результат          | Соперник Результат            | Соперник Результат             | Место |
| ------------ | ------------- | ------------------------------ | ---------------------------------- | --------------------------- | ----------------------------- | ------------------------------ | ----- |
| до 48 кг     | Лаура Мойсе   | Пак Сунджа (KOR) В 1000 — 0000 | Амарилис Савон (CUB) П 0001 — 0010 | Завершила выступление       | Завершила выступление         | Завершила выступление          | —     |
| до 52 кг     | Йоана Диня    | Ж. Фариас (VEN) В 1000 — 0000  | Ли Юйсян (CHN) П 0000 — 0011       | Утешительный турнир         | Утешительный турнир           | Утешительный турнир            | 5     |
| до 52 кг     | Йоана Диня    | Ж. Фариас (VEN) В 1000 — 0000  | Ли Юйсян (CHN) П 0000 — 0011       | Л. Деви (IND) В 1000 — 0000 | С. Суакри (ALG) В 0200 — 0011 | Ке Сунхи (PRK) П 0001 — 0200   | 5     |
| до 78 кг     | Симона Рихтер | Не участвовала                 | Х. Коуэн (GBR) В 1010 — 0000       | Д. Луна (CUB) П 0010 — 0010 | Завершила выступление         | Завершила выступление          | 3     |
| до 78 кг     | Симона Рихтер | Не участвовала                 | Х. Коуэн (GBR) В 1010 — 0000       | Утешительный турнир         |                               |                                | 3     |
| до 78 кг     | Симона Рихтер | Не участвовала                 | Х. Коуэн (GBR) В 1010 — 0000       | Э. Тонг (USA) В 1000 — 0000 | Ли Соён (KOR) В 0100 — 0100   | Х. Ракельс (BEL) В 0011 — 0000 | 3     |

### Плавание
Спортсменов — 9
В следующий раунд на каждой дистанции проходили лучшие спортсмены по времени, независимо от места занятого в своём заплыве.
Мужчины
| Спортсмен    | Соревнование        | Предварительные заплывы | Предварительные заплывы | Полуфиналы | Полуфиналы | Финал     | Финал     |
| Спортсмен    | Соревнование        | Результат               | Место                   | Результат  | Место      | Результат | Место     |
| ------------ | ------------------- | ----------------------- | ----------------------- | ---------- | ---------- | --------- | --------- |
| Драгош Коман | 200 м вольный стиль | 1:50,20                 | 17                      | Не прошёл  | Не прошёл  | Не прошёл | Не прошёл |
| Драгош Коман | 400 м вольный стиль | 3:48,77                 | 7                       |            |            | 3:47,38   | 5         |
| Рэзван Флоря | 100 м на спине      | 56,35                   | 21                      | Не прошёл  | Не прошёл  | Не прошёл | Не прошёл |
| Сезар Бэдицэ | 400 м комплекс      | 3:17,11                 | 4                       |            |            | 4:20,91   | 7         |

Женщины
| Спортсменка                                              | Соревнование          | Предварительные заплывы | Предварительные заплывы | Полуфиналы | Полуфиналы | Финал        | Финал     |
| Спортсменка                                              | Соревнование          | Результат               | Место                   | Результат  | Место      | Результат    | Место     |
| -------------------------------------------------------- | --------------------- | ----------------------- | ----------------------- | ---------- | ---------- | ------------ | --------- |
| Камелия Потек                                            | 400 м вольным стилем  | 4:11,92                 | 11                      |            |            | Не прошла    | Не прошла |
| Симона Падурару                                          | 400 м вольным стилем  | 4:13,89                 | 16                      |            |            | Не прошла    | Не прошла |
| Диана Мокану                                             | 100 м баттерфляем     | 59,72                   | 12                      | 59,12      | 8          | 59,43        | 8         |
| Диана Мокану                                             | 100 м на спине        | 1:01,18                 | 2                       | 1:00,70    | 1          | 1:00,21 (OR) |           |
| Беатрис Кэшлару                                          | 400 м комплекс        | 4:41,04                 | 4                       |            |            | 4:37,18      |           |
| Кармен Херя Лорена Дьяконеску Диана Мокану Камелия Потек | 4х100 м вольный стиль | 3:48,78                 | 12                      |            |            | Не прошли    | Не прошли |

### Прыжки в воду
Спортсменов — 3
В индивидуальных прыжках в предварительных раундах складывались результаты квалификации и полуфинальных прыжков. По их результатам в финал проходило 12 спортсменов. В финале они начинали с результатами полуфинальных прыжков.
Мужчины
| Спортсмен        | Соревнование | Квалификация | Квалификация | Полуфинал | Полуфинал | Всего     | Финал     | Финал     | Всего  | Место |
| Спортсмен        | Соревнование | Очков        | Место        | Очков     | Место     | Всего     | Очков     | Место     | Всего  | Место |
| ---------------- | ------------ | ------------ | ------------ | --------- | --------- | --------- | --------- | --------- | ------ | ----- |
| Габриэль Керекеш | трамплин     | 318,27       | 35           | Не прошёл | Не прошёл | Не прошёл | Не прошёл | Не прошёл | 318,27 | 35    |
| Габриэль Керекеш | вышка        | 320,61       | 30           | Не прошёл | Не прошёл | Не прошёл | Не прошёл | Не прошёл | 320,61 | 30    |

Женщины
| Спортсмен         | Соревнование | Квалификация | Квалификация | Полуфинал | Полуфинал | Всего     | Финал     | Финал     | Всего  | Место |
| Спортсмен         | Соревнование | Очков        | Место        | Очков     | Место     | Всего     | Очков     | Место     | Всего  | Место |
| ----------------- | ------------ | ------------ | ------------ | --------- | --------- | --------- | --------- | --------- | ------ | ----- |
| Клара Елена Чокан | вышка        | 265,29       | 21           | Не прошла | Не прошла | Не прошла | Не прошла | Не прошла | 265,29 | 21    |
| Анишоара Опря     | вышка        | 221,82       | 36           | Не прошла | Не прошла | Не прошла | Не прошла | Не прошла | 221,82 | 36    |

### Стрельба
Спортсменов — 2
После квалификации лучшие спортсмены по очкам проходили в финал, где продолжали с очками, набранными в квалификации. В некоторых дисциплинах квалификация не проводилась. Там спортсмены выявляли сильнейшего в один раунд.
Мужчины
| Спортсмен   | Соревнование   | Квалификация | Место | Финал     | Место     | Всего | Место |
| ----------- | -------------- | ------------ | ----- | --------- | --------- | ----- | ----- |
| Сорин Баби  | Пистолет, 10 м | 578          | 11    | Не прошёл | Не прошёл | 578   | 11    |
| Юлиан Райча | Пистолет, 10 м | 569          | 30    | Не прошёл | Не прошёл | 569   | 30    |

### Тяжёлая атлетика
Спортсменов — 2
В рамках соревнований по тяжёлой атлетике проводятся два упражнения - рывок и толчок. В каждом из упражнений спортсмену даётся 3 попытки, в которых он может заказать любой вес, кратный 2,5 кг. Победитель определяется по сумме двух упражнений.
Мужчины
| Спортсмен    | Категория | Вес   | Рывок | Рывок | Рывок | Толчок | Толчок | Толчок | Всего | Место |
| Спортсмен    | Категория | Вес   | 1     | 2     | 3     | 1      | 2      | 3      | Всего | Место |
| ------------ | --------- | ----- | ----- | ----- | ----- | ------ | ------ | ------ | ----- | ----- |
| Адриан Жигэу | до 56 кг  | 55,72 | 122,5 | 127,5 | 127,5 | 152,5  | 157,5  | 157,5  | 275,0 | 6     |

Женщины
| Спортсмен        | Категория | Вес   | Рывок | Рывок | Рывок | Толчок | Толчок | Толчок | Всего | Место |
| Спортсмен        | Категория | Вес   | 1     | 2     | 3     | 1      | 2      | 3      | Всего | Место |
| ---------------- | --------- | ----- | ----- | ----- | ----- | ------ | ------ | ------ | ----- | ----- |
| Марьоара Мунтяну | до 53 кг  | 53,00 | 75,0  | 80,0  | 82,5  | 92,5   | 97,5   | 102,5  | 180,0 | 8     |